# Krasnodubea, Kovel
Krasnodubea (în ucraineană Краснодуб`я) este un sat în comuna Stari Koșarî din raionul Kovel, regiunea Volînia, Ucraina.

## Demografie
Componența lingvistică a localității Krasnodubea
     Ucraineană (94,12%)
     Rusă (5,88%)
Conform recensământului din 2001, majoritatea populației localității Krasnodubea era vorbitoare de ucraineană (94,12%), existând în minoritate și vorbitori de rusă (5,88%).